# Герб Кисловодска

Вариант герба Кисловодска без лент и короны

Герб города-курорта Кислово́дска Ставропольского края Российской Федерации — опознавательно-правовой знак, составленный и употребляемый в соответствии с правилами геральдики, наряду с флагом и гимном являющийся официальным символом городского округа города-курорта Кисловодска как муниципального образования и отражающий исторические, культурные, национальные и иные местные традиции.
Воспроизведение герба, независимо от назначения и случая использования, допускается с обрамлением — в виде щита, увенчанного короной и окружённого орденской лентой, либо без обрамления — в виде одного щита. Изображение герба как в виде одного щита, так и в виде щита с короной, и в виде щита с короной и орденской лентой (как в цветном, так и в одноцветном исполнении), являются равнозначными, равноценными и равно приемлемыми во всех случаях официального использования.

## Описание и обоснование символики
Геральдическое описание (блазон) гласит:
Решение Думы города-курорта Кисловодска от 25 января 2013 года № 17-413
В лазоревом поле вверху — золотое солнце (без изображения лица), внизу — серебряная чаша, из которой бьёт серебряный источник о трёх струях. Щит увенчан короной установленного образца и окружён лентой ордена Отечественной войны I-й степени
Кисловодск, являющийся одним из городов-курортов Кавказских Минеральных Вод, часто называют «городом Солнца и нарзана», благодаря уникальному климату и источникам минеральной воды. Поэтому в поле щита помещены изображения золотого солнца и серебряной чаши, из которой бьют струи нарзана.
Содержательную идею герба также отражают тинктуры поля и фигур. Золото (металл) символизирует справедливость, милосердие, силу и богатство; серебро (металл) — благородство, невинность, чистоту; лазурь (финифть) — великодушие, верность, безупречность, величие, красоту, ясность.
Золотая башенная корона с пятью зубцами, венчающая щит, указывает на статус городского округа города-курорта. Обрамляющая герб лента ордена Отечественной войны I степени напоминает о том, что Кисловодск — единственный из городов-курортов Кавминвод, который был удостоен этой награды за заслуги кисловодчан по лечению и восстановлению здоровья военнослужащих Советской Армии в период Великой Отечественной войны.

## История

### Советское время
В июле 1965 года газета «Кавказская здравница» опубликовала коллективное письмо, подписанное сотрудниками Пятигорского музея на Кавминводах, а также председателем Кавминводского отделения Союза архитекторов СССР В. Фуклеевым и главным архитектором Пятигорска Б. Абидовым, которые обращались к читателям с просьбой высказать своё мнение о необходимости разработки гербов Кисловодска, Ессентуков, Железноводска и других городов Кавминвод. Своё видение данного вопроса авторы письма излагали следующим образом:

Близится 50-летие Советской власти. Города-курорты преобразились, похорошели, обогатились славными традициями. И неплохо было, чтобы самые характерные черты Кавминвод легли в основу гербов наших городов. Символика этих гербов должна напоминать местным жителям и рассказывать отдыхающим о богатом историческом прошлом, прекрасном сегодня и замечательном завтра городов-курортов.— Герб твоего города // Кавказская здравница. — 1965. — 11 июля. — С.2
Читателям также предлагалось присылать в редакцию или краеведческий музей эскизы, графические рисунки и наброски гербов. К участию были приглашены не только профессиональные художники, но и все желающие. Вскоре в «Кавказской здравнице» появились первые отклики жителей Кавминвод, поддержавших выдвинутую общественностью Пятигорска идею создания гербов и эмблем городов курортного региона.
В январе 1967 года газета «Кавказская здравница» вновь вернулась к теме разработки символики городов-курортов, разместив на первой полосе статью главного архитектора Кисловодска Ю. Хоменко, написанную им после открытия в Нарзанной галерее выставки эскизов герба Кисловодска, выполненных группой архитекторов кисловодской экспедиции института «Ставропольгражданпроект». По мнению автора публикации, его коллегам не удалось отразить в проектах наиболее характерные особенности города и уйти от влияния «очередной художественно-графической „моды“». Хоменко также подчеркнул, что создание герба обязательно должно быть построено на соответствии правилам геральдики. Рассуждая об общих для городов Кавказских Минеральных Вод исторических, этнографических, культурных и иных традициях, Хоменко предложил отразить это в их гербах, которые, по его словам, «не должны быть совершенно разными по рисунку, их должны объединять либо сущность силуэта, либо сочетание цветов, либо повторяемость определённых символических элементов».
22 июля 1969 года исполнительный комитет Совета депутатов Кисловодска объявил о проведении открытого конкурса на разработку лучшего проекта герба города. В конкурсе приняли участие 26 авторов (в основном местные художники и архитекторы), представивших около 50 работ. Эскизы участников были выставлены в Нарзанной галерее на всеобщее обозрение. Общей чертой этих проектов являлось использование традиционных для Кавказских Минеральных Вод символов — фигуры орла с распростёртыми крыльями, терзающего змею, изображений минеральных источников, а также силуэта Эльбруса. Несмотря на проявленный интерес к проектам со стороны жителей города-курорта и отдыхающих, ни один из них не стал основой для герба Кисловодска. Организованный в 1977 году конкурс проектов герба, въездного знака и памятной медали города Кисловодска также не принёс значимых результатов.
В советское время определённое распространение получил герб (эмблема) Кисловодска, разработанный в 1980-х годах. Он представлял собой щит, рассечённый лазурью и червленью. В центре щита находилось изображение золотой чаши, из которой били два золотых стилизованных источника (фонтана) минеральной воды. На чаше чёрными цифрами была написана дата — 1803. В вершине щита — название города золотом. Чаша со струями напоминала о том, что название городу-курорту дали источники «кислой воды» — нарзана. Цифры на чаше обозначали год основания Кисловодского укрепления. Лазурь и червлень символизировали цвета Государственного флага РСФСР. Этот герб был известен, например, по коллекционным значкам так называемой «Пятигорской серии», выпускавшимся несколькими сувенирными фабриками в городе Пятигорске.

### Герб 1996 года
В 1995 году, накануне официального утверждения герба Кавказских Минеральных Вод, руководство курортного региона рекомендовало городам и районам кавминводской группы начать разработку собственной символики. Вслед за Железноводском и Лермонтовым к проведению соответствующей подготовительной работы приступил и Кисловодск.
22 марта 1996 года городским Советом был объявлен конкурс на лучший проект герба Кисловодска. Перед его участниками ставилась задача отразить в своих работах специфику города-курорта, его историю и культуру. Организаторы также рекомендовали использовать в проектах такие характерные для Кисловодска символы, как, например, «крепость», «солнце», «чаша со струями нарзана», «ключ» или «Кольцо-Гора».
На рассмотрение конкурсной комиссии поступило 13 эскизов, разработанных 8 авторами и авторскими коллективами. По итогам работы жюри победа в конкурсе была присуждена члену Союза художников России Ю. А. Багдасарову, исполнившему три варианта герба города Кисловодска, объединённых девизом «Цвети, мой край родной». В ходе создания эскизов Багдасаров, по его собственным словам, изучил «много гербов российских городов, восходящих ещё к XVII столетию» и, продолжая следовать традициям отечественной геральдики, «постарался уйти от старинной помпезности к современной лёгкости, стилизации и лаконичности».
В соответствии с предложениями, поступившими от членов конкурсной комиссии, а также представителей администрации и Совета города, Ю. А. Багдасаров доработал свой первоначальный проект, и 17 июля 1996 года исполненный им герб был утверждён депутатами городского Совета в качестве официального символа Кисловодска. В книге секретаря геральдической комиссии при губернаторе Ставропольского края Н. А. Охонько «Символы малой родины» (2007) приводится следующее описание данного герба:
Н. А. Охонько «Символы малой родины»
Щит разделён на две части по горизонтали. В верхнем лазоревом поле — изображение двуглавой горы, увенчанной золотым солнцем с крестообразно направленными лучами. Солнце обременено чашей со змеёй — символом медицины. В нижнем зелёном поле золотая крепость с чашей, из которой бьёт фонтан
Изображение двуглавой горы (символ Эльбруса) напоминало о наибольшей близости Кисловодска к этой горной вершине в сравнении с остальными городами-курортами. Изображение солнца с четырьмя лучами, образующими крест, указывало на административно-территориальную принадлежность Кисловодска к Ставропольскому краю, «главный город которого Ставрополь — город Святого Креста». Этот образ также трактовался как роза ветров, олицетворяющая «открытость города для гостей со всех сторон света». Изображения крепости и чаши с нарзаном рассматривались как символы «Кисловодской крепости, основанной в 1803 году у источника „кислой воды“». Лазоревый цвет символизировал чистое небо и прозрачный воздух курортного города. Зелёный цвет означал, что Кисловодск — это «утопающий в зелени город». Ветвь с дубовыми листьями, обрамлявшая гербовый щит с левой стороны, символизировала силу, мужество и здоровье, а лавровая ветвь, обрамлявшая щит справа, — мир и согласие, которые «всегда необходимы многонациональному Кисловодску». Общую композицию завершали изображения главной фигуры Герба России — двуглавого орла, венчавшего щит, и ленты в цветовой гамме Флага России, вплетённой в дубово-лавровый венок.

### Герб 2012 года
12 октября 2010 года в Кисловодске прошло заседание постоянной комиссии Думы города по местному самоуправлению и законности, на котором было рассмотрено и одобрено предложение о подготовке муниципального правового акта об утверждении и порядке использования официальных символов городского округа города-курорта Кисловодска. Необходимость решения данного вопроса была обусловлена тем, что, во-первых, утверждённый 17 июля 1996 года герб оставался на тот момент единственным используемым символом городского округа; во-вторых, порядок его использования не устанавливался и, в-третьих, он не отвечал требованиям, предъявляемым Геральдическим советом при Президенте Российской Федерации, который изучил данный герб и рекомендовал привести его в соответствие правилам геральдики, а также составить на его основе флаг города-курорта.
12 апреля 2011 года члены постоянной комиссии Думы города-курорта Кисловодска по вопросам городского хозяйства, строительству и архитектуре приняли решение провести работу по подготовке описательной части официальных символов города-курорта Кисловодска — герба и флага, согласно требованиям государственной Герольдии.
В 2011 году член Союза журналистов России Ю. П. Самойлов в своих статьях «Городу нужен новый герб!» и «Нужен новый герб!», опубликованных в апрельском и июльском номерах независимой региональной газеты «На Водах», выступил с резкой критикой городской символики. В частности, автор публикации утверждал, что разработанный Ю. А. Багдасаровым герб нарушает правила геральдики и перегружен изображениями, не имеющими никакого отношения к Кисловодску: Эльбрус не может быть символом города, так как находится за пределами Ставропольского края — на территории Кабардино-Балкарии и Карачаево-Черкесии; лавр, чья ветвь обрамляет гербовый щит, в Кисловодске не растёт и т. д. Но главным и наиболее серьёзным нарушением, на которое обратил внимание Ю. П. Самойлов, являлось присутствие в гербе Кисловодска недопустимых элементов — изображений государственных символов Российской Федерации. Со страниц газеты журналист обратился к администрации города и руководству городской Думы с предложением рассмотреть вопрос о проведении открытого конкурса по созданию нового герба Кисловодска, который «должен быть выполнен при обязательном соблюдении федеральных законов, геральдических канонов».
16 июля 2011 года в Кисловодском историко-краеведческом музее «Крепость» была организована встреча с участием историков, краеведов и представителей общественных организаций для обсуждения затронутой в местных СМИ темы внесения изменений в герб города-курорта. Развернувшаяся в ходе этого мероприятия дискуссия показала, что у собравшихся нет единого мнения по данному вопросу.
После того как в газете «На Водах» была поднята проблема нелегитимности символа Кисловодска, городская прокуратура провела проверку этой информации и установила, что «используемый органами местного самоуправления города-курорта Кисловодска проект герба, служащий основным средством визуальной идентификации муниципального образования: его названия, административного статуса, не является официальным символом муниципального образования», поскольку «не был предоставлен в Геральдический совет для проведения геральдической экспертизы и не прошёл процедуру государственной регистрации в порядке, установленном федеральным законодательством». Кроме того, прокуратурой города Кисловодска были выявлены нарушения Федерального конституционного закона РФ «О Государственном гербе Российской Федерации» и внесены представления об их устранении в городскую Думу и в адрес мэра города Кисловодска.
В октябре 2011 года на официальном заседании Думы Кисловодска с участием главы города Н. Б. Луценко, первого заместителя председателя городской Думы Л. П. Крещенович, представителей прокуратуры, СМИ и общественности был одобрен состав временной комиссии для разработки официальных символов — герба и флага городского округа города-курорта Кисловодска. Работа по их созданию была завершена в 2012 году. Новый герб Кисловодска исполнил член Союза художников России А. И. Плужников, ранее разработавший гербы Кавказских Минеральных Вод и двух других городов-курортов — Железноводска и Ессентуков.
27 июля 2012 года Дума Кисловодска признала утратившим силу решение городского Совета от 17 июля 1996 года № 23-1 «О гербе города Кисловодска» и утвердила Положение об официальных символах городского округа города-курорта Кисловодска, в соответствии с которым описание герба гласило:

Герб города-курорта Кисловодска представляет собой геральдический щит, в лазоревом поле которого, в почётной точке расположен символ кисловодского курорта — золотое солнце. Кисловодск является одним из городов-курортов Кавказских Минеральных Вод и за уникальный климат был именован «городом Солнца». Ниже в фокусе щита помещён символический рисунок знаменитого кисловодского нарзана — серебряная чаша с бьющими вверх струями.— Решение Думы города-курорта Кисловодска от 27 июля 2012 года № 121-412
Полный герб Кисловодска имел обрамление в виде золотого венка из дубовых листьев, обвитых орденской лентой ордена Отечественной войны I степени, и золотой башенной короны с пятью зубцами. Герб 2012 года и составленный на его основе флаг не прошли государственную регистрацию, так как не были одобрены Геральдическим советом при Президенте Российской Федерации.
В 2012 году, взамен прежнего герба, несоответствующего геральдическим правилам и требованиям, был разработан новый: в лазоревом поле вверху — золотое солнце, внизу — чаша с бьющими вверх струями. Автором эскиза стал художник А. И. Плужников. Данный герб был официально утверждён 27 июля 2012 года Думой города-курорта Кисловодска. Он не прошёл государственную регистрацию, поскольку не получил одобрения Геральдического совета при Президенте РФ.
С учётом рекомендаций Геральдического совета А. И. Плужников разработал ещё один вариант герба. Откорректированная символика муниципального образования была утверждена 25 января 2013 года решением Думы города-курорта Кисловодска № 17-413. 16 апреля 2013 года герб городского округа был внесён в Государственный геральдический регистр Российской Федерации с присвоением регистрационного номера 8277.

### Современный герб
С учётом рекомендаций Геральдического совета А. И. Плужников разработал новые варианты официальных символов города-курорта. Художник убрал венок из дубовых листьев и изменил изображение орденской ленты вокруг герба Кисловодска, а флаг города дополнил изображением источника. Данная символика была принята 25 января 2013 года депутатами городской Думы и затем направлена на государственную экспертизу.
16 апреля 2013 года по решению Геральдического совета при Президенте Российской Федерации герб и флаг городского округа города-курорта Кисловодска были внесены в Государственный геральдический регистр Российской Федерации под номерами 8277 и 8278.